# EN 10204
Die Europäische Norm EN 10204 legt in ihrer Ausgabe von 2004 wie ihre Vorgängernorm EN 10204:1995 die verschiedenen Arten von Prüfbescheinigungen fest, die dem Besteller in Übereinstimmung mit den Vereinbarungen bei der Bestellung für die Lieferung metallischer Erzeugnisse zur Verfügung gestellt werden können.
Im Januar 2005 wurde die deutsche Übernahme der Norm als DIN EN 10204, Metallische Erzeugnisse – Arten von Prüfbescheinigungen (2004), veröffentlicht.

## Historie
Im Vergleich zu der Vorgängernorm entfallen das Werksprüfzeugnis 2.3 sowie bei den Abnahmeprüfzeugnissen 3.1 die Versionen A und C vollständig. Die Abnahme durch den bisherigen amtlichen Abnehmer (früher 3.1 A) bzw. die freie Abnahme durch einen vom Besteller bestellten Sachverständigen (früher 3.1 C) kann über das Abnahmeprüfzeugnis 3.2 abgedeckt werden. Das jetzige Abnahmeprüfzeugnis 3.1 entspricht dem vorherigen Abnahmeprüfzeugnis 3.1 B. Damit müssen Prüfbescheinigungen durch den Hersteller oder durch den Hersteller und den unabhängigen Abnahmebeauftragten bestätigt werden. Händler dürfen nur Originale oder Kopien der Prüfbescheinigungen ohne Veränderung des Zustandes – abgesehen von Anpassungen der Mengenangaben – weitergeben. Bei Kopien muss ein Verfahren zur Sicherstellung der Rückverfolgbarkeit angewendet werden.

## Arten von Prüfbescheinigungen

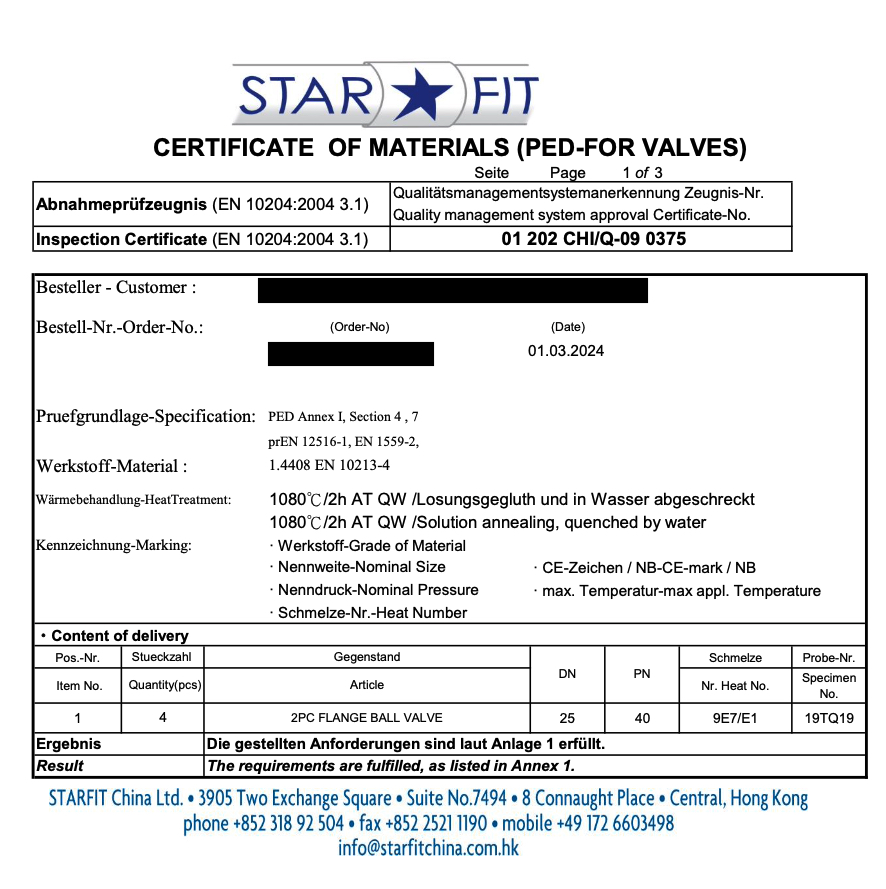
Beispiel für ein Abnahmeprüfzeugnis nach EN 10204:2004-3.1 für einen Kugelhahn aus Edelstahl

| #   | Art der Prüfbescheinigung | Inhalt der Bescheinigung                                                                                     | Bestätigung der Bescheinigung durch |
| --- | ------------------------- | --- | --- |
| 2.1 | Werksbescheinigung        | Bestätigung der Übereinstimmung mit dessen Bestellung                                                        | den Hersteller |
| 2.2 | Werkszeugnis              | Bestätigung der Übereinstimmung mit dessen Bestellung unter Angabe von Ergebnissen nichtspezifischer Prüfung | den Hersteller |
| 3.1 | Abnahmeprüfzeugnis 3.1    | Bestätigung der Übereinstimmung mit der Bestellung unter Angabe von Ergebnissen spezifischer Prüfung         | den von der Fertigungsabteilung unabhängigen Abnahmebeauftragten des Herstellers |
| 3.2 | Abnahmeprüfzeugnis 3.2    | Bestätigung der Übereinstimmung mit der Bestellung unter Angabe von Ergebnissen spezifischer Prüfung         | den von der Fertigungsabteilung unabhängigen Abnahmebeauftragten des Herstellers und den vom Besteller beauftragten Abnahmebeauftragten oder den in den amtlichen Vorschriften genannten Abnahmebeauftragten |

## Anwendung

### Benennung
Prüfbescheinigungen zu Aufträgen sollten bei der Anforderung klar benannt werden, z. B.:
- Werkszeugnis 2.2 nach EN 10204:2004
- Abnahmeprüfzeugnis 3.1 nach EN 10204:2004

Die EN 10204 erfordert die Beachtung zahlreicher mitgeltender Normen und ist immer im Kontext der Bestellvorschriften für metallische Erzeugnisse zu sehen. Das Abnahmeprüfzeugnis ist eine Prüfbescheinigung und unterliegt den Schutzversagungsbestimmungen § 8 Abs. 2 Nr. MArkenG.

### Elektronische Übermittlung
EN 10204:2004 lässt explizit die Aufbewahrung und Weitergabe von Prüfbescheinigungen auf elektronischem Weg unter komplettem Verzicht auf den Postweg zu. Dies ermöglicht eine schnellere Zusendung von Prüfbescheinigungen sowie eine Erleichterung der elektronischen Archivierung.